# Veuvey-sur-Ouche
Veuvey-sur-Ouche est une commune française située dans le canton d'Arnay-le-Duc du département de la Côte-d'Or, en région Bourgogne-Franche-Comté.

## Géographie

### Hydrographie
La commune est traversée par l'Ouche, affluent de la Saône, côtoyée par le canal de Bourgogne.

### Climat
Pour des articles plus généraux, voir Climat de la Bourgogne-Franche-Comté et Climat de la Côte-d'Or.
En 2010, le climat de la commune est de type climat des marges montargnardes, selon une étude du Centre national de la recherche scientifique s'appuyant sur une série de données couvrant la période 1971-2000. En 2020, Météo-France publie une typologie des climats de la France métropolitaine dans laquelle la commune est exposée à un climat océanique altéré et est dans la région climatique  Bourgogne, vallée de la Saône, caractérisée par un bon ensoleillement (1 900 h/an), un été chaud (18,5 °C), un air sec au printemps et en été et des vents faibles. 
Pour la période 1971-2000, la température annuelle moyenne est de 10 °C, avec une amplitude thermique annuelle de 16,7 °C. Le cumul annuel moyen de précipitations est de 882 mm, avec 13,1 jours de précipitations en janvier et 8,1 jours en juillet. Pour la période 1991-2020, la température moyenne annuelle observée sur la station météorologique de Météo-France la plus proche, « Bessey », sur la commune de Bessey-en-Chaume à 12 km à vol d'oiseau, est de 10,2 °C et le cumul annuel moyen de précipitations est de 831,9 mm,. Pour l'avenir, les paramètres climatiques de la commune estimés pour 2050 selon différents scénarios d'émission de gaz à effet de serre sont consultables sur un site dédié publié par Météo-France en novembre 2022.

## Urbanisme

### Typologie
Au 1er janvier 2024, Veuvey-sur-Ouche est catégorisée commune rurale à habitat dispersé, selon la nouvelle grille communale de densité à 7 niveaux définie par l'Insee en 2022.
Elle est située hors unité urbaine. Par ailleurs la commune fait partie de l'aire d'attraction de Dijon, dont elle est une commune de la couronne,. Cette aire, qui regroupe 333 communes, est catégorisée dans les aires de 200 000 à moins de 700 000 habitants,.

### Occupation des sols
L'occupation des sols de la commune, telle qu'elle ressort de la base de données européenne d’occupation biophysique des sols Corine Land Cover (CLC), est marquée par l'importance des forêts et milieux semi-naturels (63,2 % en 2018), une proportion identique à celle de 1990 (63,2 %). La répartition détaillée en 2018 est la suivante : forêts (63,2 %), prairies (24,1 %), terres arables (12,6 %). L'évolution de l’occupation des sols de la commune et de ses infrastructures peut être observée sur les différentes représentations cartographiques du territoire : la carte de Cassini (XVIIIe siècle), la carte d'état-major (1820-1866) et les cartes ou photos aériennes de l'IGN pour la période actuelle (1950 à aujourd'hui).

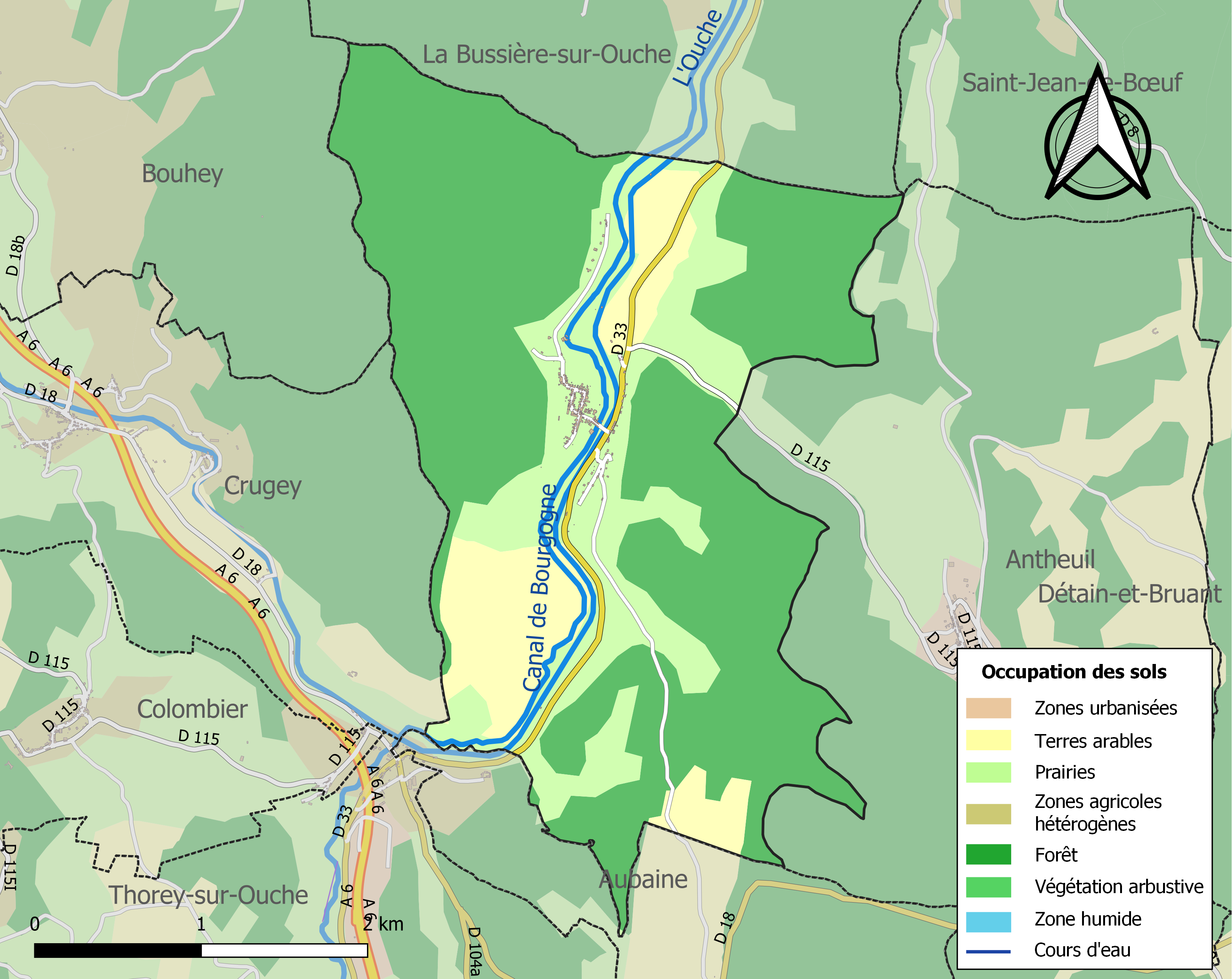
Carte des infrastructures et de l'occupation des sols de la commune en 2018 (CLC).

## Toponymie
Veuvey : du latin vivarium (« vivier »).

## Histoire
L'abbaye Saint-Bénigne de Dijon possédait, dès le XVe siècle, une usine à fer à Veuvey-sur-Ouche. On trouve effectivement dans les comptes de cette abbaye, au chapitre des revenus de l'année 1454, l'article suivant : « Veuvey, - La forge et les outils ont été amodiés 10 francs » (le franc était une monnaie particulière à la Bourgogne, qui avait la même valeur que la livre tournois).
Le cardinal de Givry, abbé de Saint-Bénigne et seigneur de Veuvey fut autorisé, en 1553, par lettres-patentes du roi de France Henri II, à aliéner cette forge ; mais elle ne tarda pas à rentrer dans le domaine de l'abbaye, comme le prouvent les baux de 1627 et années suivantes. la concession comprend les terrains nécessaire à la construction de forges et fourneaux. Ces terrains s'étendent le long de l'Ouche, du village au lieu-dit Le Martinet.
La forge de Veuvey fut ruinée par les reîtres, comme la plupart des usines de fer de Bourgogne, de 1570 à 1610; mais elle fut relevée en 1627 en vertu d'un bail daté de cette même année, qui octroyait au sieur Rouillé la permission de reconstruire forge et fourneau, et tous autres engins et artifices à faire et façonner le fer (Comptes de l'abbaye Saint-Bénigne en 1627).
En 1635, la forge réédifié était en plein roulement malgré l'animosité des habitants du pays, qui se manifeste à toutes les époques contre cette usine, et dont on devine la cause lorsqu'on lit l'extrait suivant d'un procès-verbal de chevauchée des trésoriers de France :

« 1635. - Les habitants de Veuvey remontrent que la forge dudit lieu leur sert de desbauche, au lieu de leur estre utile, joust que le maître et les forgerons se prétendent exempts, aussi ils ne sont imposés. »

L'usine de Veuvey méritait protection et faveur ; car, avant la conquête de la Franche Comté, elle approvisionnait de boulets l'artillerie du duché de Bourgogne, et plus près de nos jours, vers 1770, elle devint le théâtre d'essais métallurgiques fort avancés pour cette époque.
Le village venait, à la Révolution, au sixième rang des forges de Côte-d'Or.
En 1792, l'usine de Veuvey se composait encore d'un haut-fourneau, de deux feux d'affinerie et d'un martinet. Aujourd'hui la forge est supprimée; le haut-fourneau seul est en roulement.
Au début du XIXe siècle, le site produisait 350 tonnes de fonte et 250 tonnes de fer. Il employa entre 30 et 68 personnes, faisant vivre 50 à 60 familles ; les hommes étant employés soit à l'usine, soit dans les forêts comme bûcherons et charbonniers ou encore comme voituriers pour le transport du minerai. Veuvey comptait alors entre 450 et 500 habitants.
Ces forges et hauts fourneaux cesseront leur activité au milieu du XIXe siècle, mais une activité industrielle demeure avec une scierie, qui brûlera en 1898, des fours à phosphates, puis à chaux, enfin une petite fonderie qui sera prospère au début du XXe siècle et pendant la Première Guerre mondiale, mais qui disparaît à l’aube des années cinquante. Il n’y aura alors plus d’industries à Veuvey.
L'ancienne église qui se trouvait alors sur la place, là où se trouve actuellement le calvaire, fut détruite et remplacée par l'église actuelle qui fut construite à partir de 1847 et dont la réception eut lieu le 10 novembre 1852. La nouvelle église resta placée sous le vocable de Notre Dame de l’Assomption, et la fête patronale du village est donc le 15 août.

## Politique et administration
| Période                                  | Période  | Identité           | Étiquette | Qualité |
| ---------------------------------------- | -------- | ------------------ | --------- | ------- |
| avant 1981                               | ?        | André Chevallier   | DVG       |         |
| 2001                                     | 2008     | Jean Bazerolle     |           |         |
| 2008                                     | 2014     | Christian Grégoire |           |         |
| mars 2014                                | en cours | Marc Ramos         |           |         |
| Les données manquantes sont à compléter. |          |                    |           |         |

## Démographie
L'évolution du nombre d'habitants est connue à travers les recensements de la population effectués dans la commune depuis 1793. Pour les communes de moins de 10 000 habitants, une enquête de recensement portant sur toute la population est réalisée tous les cinq ans, les populations de référence des années intermédiaires étant quant à elles estimées par interpolation ou extrapolation. Pour la commune, le premier recensement exhaustif entrant dans le cadre du nouveau dispositif a été réalisé en 2004.

En 2022, la commune comptait 215 habitants, en évolution de +4,88 % par rapport à 2016 (Côte-d'Or : +0,82 %, France hors Mayotte : +2,11 %).
| 1793 | 1800 | 1806 | 1821 | 1836 | 1841 | 1846 | 1851 | 1856 |
| ---- | ---- | ---- | ---- | ---- | ---- | ---- | ---- | ---- |
| 336  | 373  | 300  | 367  | 406  | 431  | 446  | 464  | 473  |

| 1861 | 1866 | 1872 | 1876 | 1881 | 1886 | 1891 | 1896 | 1901 |
| ---- | ---- | ---- | ---- | ---- | ---- | ---- | ---- | ---- |
| 461  | 480  | 448  | 402  | 403  | 420  | 402  | 415  | 344  |

| 1906 | 1911 | 1921 | 1926 | 1931 | 1936 | 1946 | 1954 | 1962 |
| ---- | ---- | ---- | ---- | ---- | ---- | ---- | ---- | ---- |
| 320  | 343  | 326  | 318  | 300  | 266  | 231  | 218  | 235  |

| 1968 | 1975 | 1982 | 1990 | 1999 | 2004 | 2006 | 2009 | 2014 |
| ---- | ---- | ---- | ---- | ---- | ---- | ---- | ---- | ---- |
| 211  | 169  | 188  | 161  | 154  | 158  | 155  | 200  | 211  |

| 2019 | 2022 | - | - | - | - | - | - | - |
| ---- | ---- | - | - | - | - | - | - | - |
| 215  | 215  | - | - | - | - | - | - | - |

## Culture locale et patrimoine

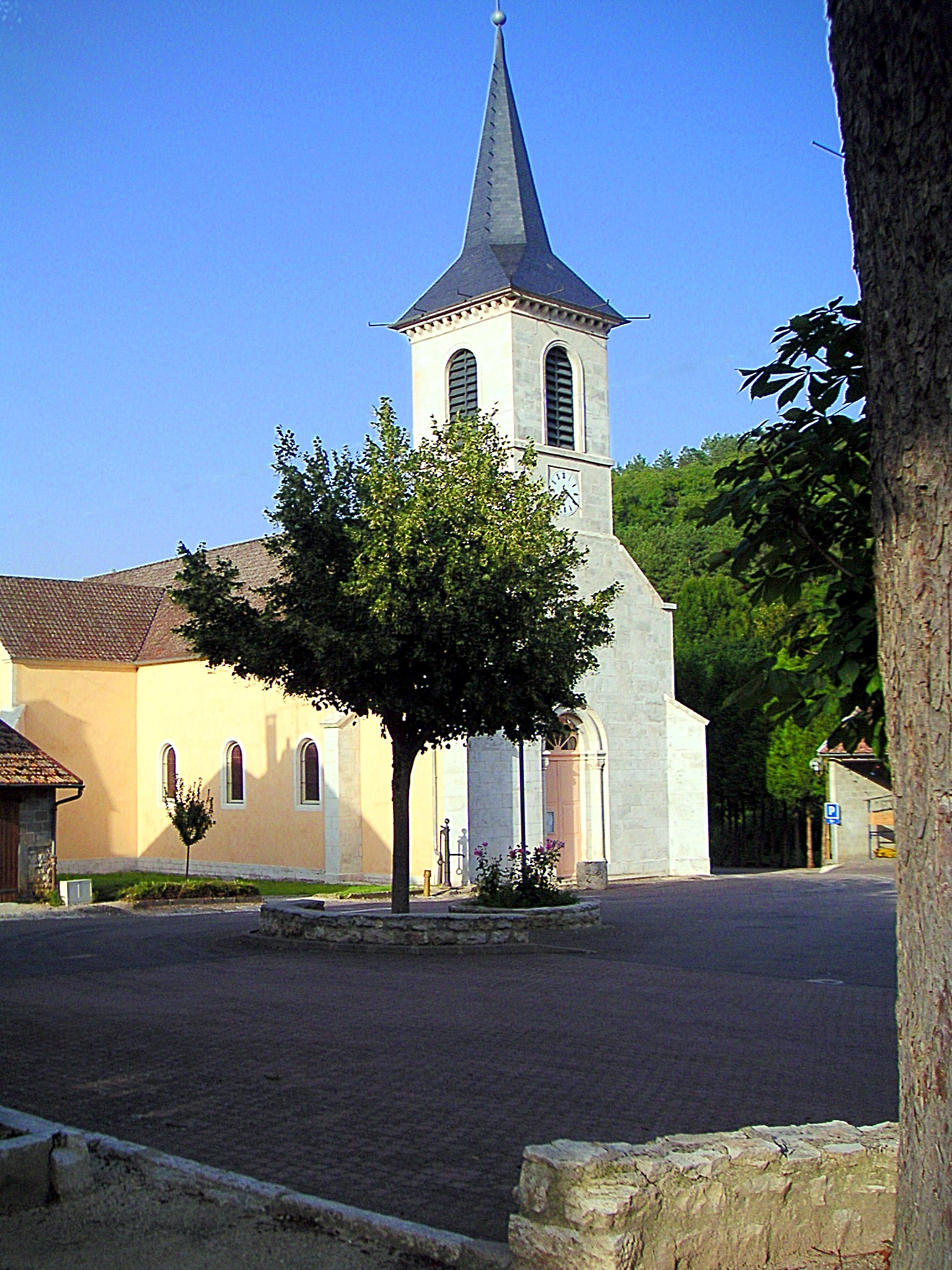
L'église.

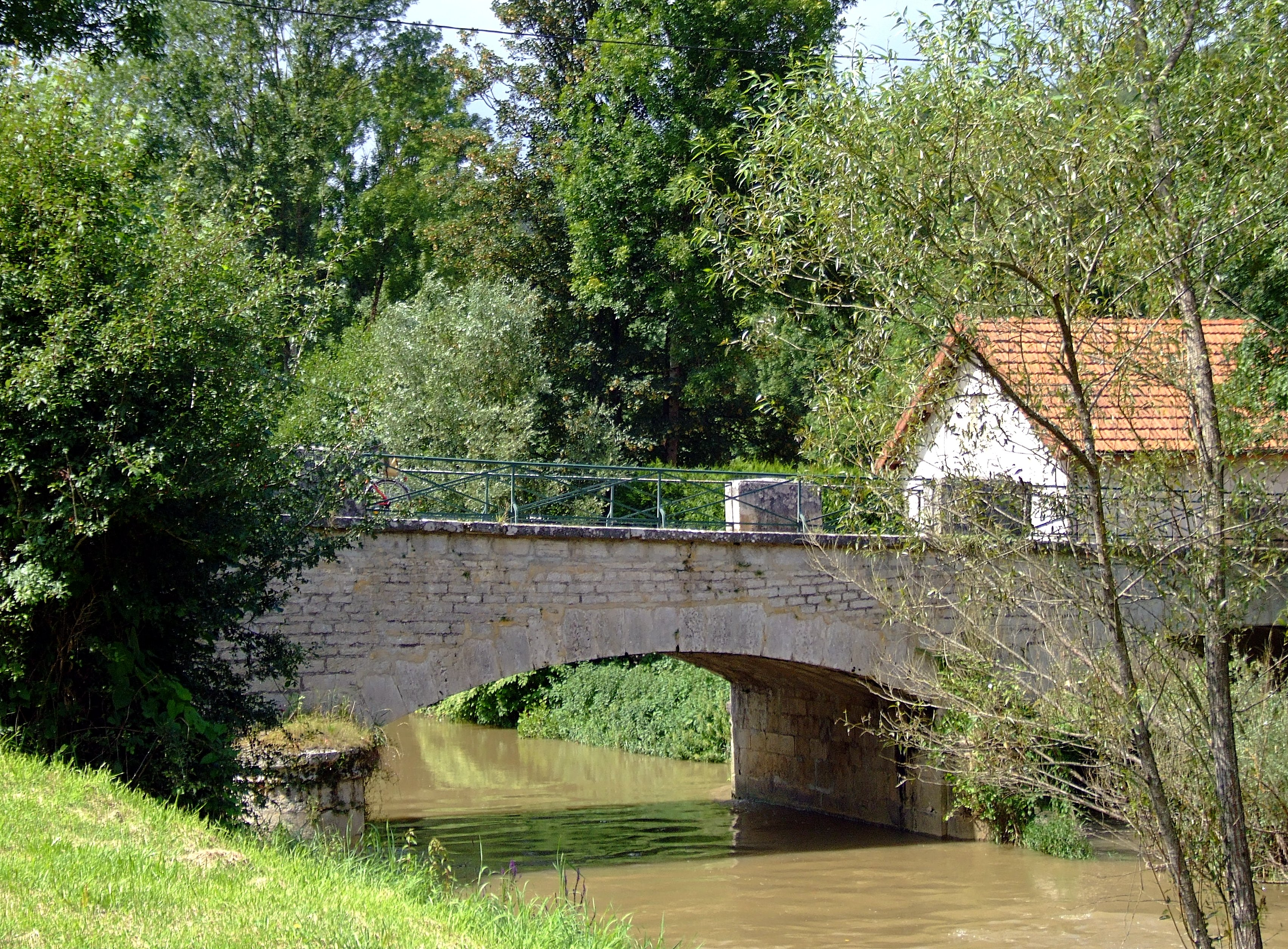
Le pont sur l'Ouche.

### Lieux et monuments
- Prieuré de Veuvey-sur-Ouche.

### Personnalités liées à la commune
- Jonathan Bourhis (1990-2009), basketteur professionnel mort accidentellement sur la commune.

### Héraldique
| Blason de Veuvey-sur-Ouche | Blason  | D'azur à un poisson d'argent accompagné en chef d'une burelle ondée d'or et en pointe d'une burelle d'argent. |
| Blason de Veuvey-sur-Ouche | Détails | Le statut officiel du blason reste à déterminer.                                                              |